# Liste von bespannten Fahrzeugen der Wehrmacht

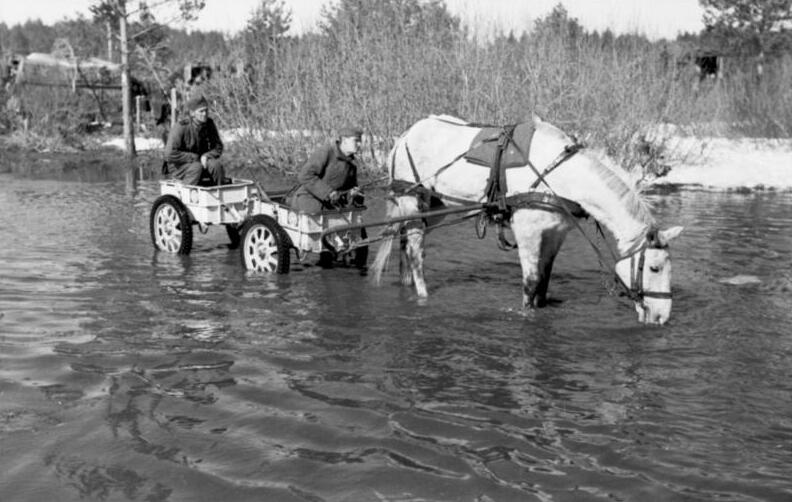
Pferdegespann mit zwei If. 8 in der Sowjetunion 1942.

In dieser Liste von bespannten Fahrzeugen der Wehrmacht werden Pferdefuhrwerke der Reichswehr und der Wehrmacht aufgezeigt.

## Inhalt
In dieser Liste werden nicht nur Pferdefuhrwerke gezeigt, sondern auch viele weitere bespannte Fahrzeuge. Darunter zählen auch solche, welche durch Maultiere, Ochsen, Hunde oder auch per Manneskraft gezogen werden konnten.

## Bezeichnungen und Abkürzungen
Die Wehrmacht nutzte zur Dokumentation und für die logistischen Aufzeichnungen ein System von Bezeichnungen für Fahrzeuge, Anhänger und bespannte Fahrzeuge. Dieses Bezeichnungssystem erlaubte die eindeutige Identifizierung für Einzelfahrzeuge, Fahrzeuggruppen, Anhänger und bespannte Fahrzeuge. Für viele dieser Bezeichnungen sind Abkürzungen bekannt, bei denen schon geringe Abweichungen von der normierten Schreibweise problematisch sein können. Dies gilt insbesondere auch für Leerstellen und die Groß- und Kleinschreibung von Buchstaben in diesen Bezeichnungen und Abkürzungen.

## Systematik und Nummernkreise
Für die Logistik zur Beschaffung, zur Zuteilung und für Wartung wurde darauf geachtet, die Anhänger nach Klassen und Nummernkreisen zu gliedern. Dies geschah erstmals mit dem am 14. November 1932 herausgegebenen Vorblatt zu H.D.V.428 „Ausrüstungsverzeichnis über die Kraftfahrgeräteausstattung der Einheiten des Reichsheeres (A.K.R.)“ Dementsprechend gab es sehr viele bespannte Fahrzeuge für unterschiedlichste Verwendungszwecke. Manche dieser Fahrzeuge wurden zwar für Zugmaschinen ausgelegt, allerdings erhielten sie keine Anhänger- oder Sonderanhängernummer. Hauptsächlich sind diese bei den Pionierfahrzeugen (Pf.) zu finden. Während des Krieges wurden auch immer mehr Beutefahrzeuge, landesübliche Fahrzeuge und zivil beschlagnahmte Fahrzeuge benutzt, sodass eine genaue Auflistung aller Fahrzeuge nahezu unmöglich ist.
- Bespannte Fahrzeuge wurden entsprechend ihres Einsatzes benannt (z. B.: „Artilleriefahrzeug (Af.)“).
- Einige bespannte Fahrzeuge (Pferdefuhrwerke) erhielten keine Nummern.[1]

Weiterhin unterschied man in Protzen (Geschütztransport), Karren (mit zwei Rädern) und Wagen (mit vier Rädern). Im späteren Verlauf des Krieges wurden die Geschütze und zu ziehenden Laste immer Größer und Schwerer. Zugtiere konnten den Transport dieser Lasten nicht mehr stemmen und wurden durch Schlepper und Zugfahrzeuge ersetzt. Dennoch wurden, zum Beispiel die Bettungsfahrzeuge für schwere Geschütze, weiter als bespannte Fahrzeuge bezeichnet.

## Artilleriefahrzeug (Af.)

### Mit Nummern
| Nr.  | Bezeichnung                  | Bemerkung | Bild                                                 |
| ---- | ---------------------------- | --- | ---------------------------------------------------- |
| 3    | Munitionswagen 96 n/A        | bestehend aus Feldprotze 96 n/A und Munitionshinterwagen 96 n/A nutzbar für die 7,7-cm-Feldkanone 96 n/A 7,7-cm-Feldkanone 16 7,5 cm Feldkanone 16 n/A                            | - Feldprotze 96 n/A - Munitions- hinterwagen 96 n/A  |
| 4    | Feldhaubitzmunitionswagen 98 | bestehend aus Feldhaubitzprotze 98 und Munitionshinterwagen 98 nutzbar für die 10,5-cm-leichte Feldhaubitze 98 10,5-cm-leichte Feldhaubitze 98/09 10,5-cm-leichte Feldhaubitze 16 | - Feldhaubitz- protze 98 - Munitions- hinterwagen 98 |
| 5    | schwerer Munitionswagen 02   | Transportierte Munition unter anderem für die 15-cm-schwere Feldhaubitze 02 10-cm-Kanone 17 Schwere 10-cm-Kanone 18 15-cm-schwere Feldhaubitze 13 15-cm-schwere Feldhaubitze 18   |                                                      |
| 7    | Rohrkarren der 10 cm K. 17   | für die 10 cm Kanone 17 |                                                      |
| 8    | Rohrwagen                    | für die 15 cm Kanone 16 |                                                      |
| 12   | Beobachtungswagen            | |                                                      |
| 12/1 | Beobachtungswagen            | |                                                      |
| 19   | Rohrwagen                    | für die s. 10 cm Kanone 18 und die 15 cm schwere Feldhaubitze 18 |                                                      |

### Ohne Nummern
| Bezeichnung                                        | Bemerkung                                                                              | Bild |
| -------------------------------------------------- | -------------------------------------------------------------------------------------- | ---- |
| Artillerie Nachrichtenkarren                       |                                                                                        |      |
| Bettungsfahrzeug 39                                | für die 15 cm Kanone 39                                                                |      |
| Bettungsfahrzeug K 3                               | für die 24 cm Kanone 3                                                                 |      |
| Bettungsfahrzeug K 52                              | (vorderes und hinteres) für Bettung der 21 cm Kanone 39                                |      |
| Bodenstückfahrzeug K 3                             | für die 24 cm Kanone 3                                                                 |      |
| Feldhaubitzprotze 13                               | für die 15 cm lange schwere Feldhaubitze 13 und 15-cm-lange schwere Feldhaubitze 13/02 |      |
| Feldhaubitzprotze 16                               | für die 10,5 cm Feldhaubitze 16                                                        |      |
| Feldhaubitzprotze 18                               | für 10,5-cm-leichte Feldhaubitze 18                                                    |      |
| Feldhaubitzprotze 18/40                            | für 10,5-cm-leichte Feldhaubitze 18/40                                                 |      |
| Feldhaubitzprotze 36                               | für die 15 cm schwere Feldhaubitze 36                                                  |      |
| Feldkanonenprotze 18                               | für 7,5-cm-Feldkanone 18                                                               |      |
| Feldkanonenprotze 38                               | für 7,5-cm-Feldkanone 38                                                               |      |
| Gebirgsprotze 40                                   | für die 10,5 cm Gebirgshaubitze 40                                                     |      |
| Kanonenprotze 17                                   | für die 10 cm Kanone 17                                                                |      |
| Kanonenprotze 18                                   | für die 15 cm Kanone 18                                                                |      |
| Kanonenprotze 38                                   | für die 21 cm Kanone 38                                                                |      |
| Kanonenprotze 39                                   | für die 15 cm Kanone 39                                                                |      |
| Lafettenfahrzeug 16                                | für die 15 cm Kanone 16                                                                |      |
| Lafettenfahrzeug 16 mit vereinfachter Unterlafette | für die 15 cm Kanone 16 mit vereinfachter Unterlafette                                 |      |
| Lafettenfahrzeug 18                                | für den 21 cm Mörser 18                                                                |      |
| Lafettenfahrzeug 38                                | für die 21 cm Kanone 38                                                                |      |
| Lafettenfahrzeug K 3                               | für die 24 cm Kanone 3                                                                 |      |
| Lafettenfahrzeug K 52                              | (vorderes und hinteres) für Lafette der 21 cm Kanone 39                                |      |
| Lafettenwagen 18                                   | für die 15 cm Kanone 18                                                                |      |
| Munitions-Handkarren K 3                           |                                                                                        |      |
| Munitionswagen 38                                  | für 7,5-cm-Feldkanone 38                                                               |      |
| Mörserprotze                                       | für den langen 21 cm Mörser in vereinfachter Unterlafette                              |      |
| Mörserprotze 18                                    | für den 21 cm Mörser 18                                                                |      |
| Sattelprotze 44 (Rh)                               |                                                                                        |      |
| schwere Protze 18 für Bespannung                   |                                                                                        |      |
| schwere Protze 18 für Kraftzug                     | für die Schwere 10-cm-Kanone 18 und 15-cm-schwere Feldhaubitze 18                      |      |
| schwerer Feldhaubitz-Munitionswagen                |                                                                                        |      |
| Sockellafettenwagen IV                             |                                                                                        |      |
| Rohrfahrzeug 18                                    | für den 21 cm Mörser 18                                                                |      |
| Rohrfahrzeug 38                                    | für die 21 cm Kanone 38                                                                |      |
| Rohrfahrzeug K 3                                   | für die 24 cm Kanone 3                                                                 |      |
| Rohrfahrzeug K 52                                  | für die 21 cm Kanone 39                                                                |      |
| Rohrkarren 18                                      | für die 15 cm Kanone 18                                                                |      |
| Rohrkarren 39                                      | für die 15 cm Kanone 39                                                                |      |
| Wiegenfahrzeug K 3                                 | für die 24 cm Kanone 3                                                                 |      |

## Heeresfahrzeug (Hf.)

### Mit Nummer
| Nr.  | Bezeichnung                     | Bemerkung | Bild                                               |
| ---- | ------------------------------- | --- | -------------------------------------------------- |
| 1    | leichter Feldwagen              | wurde verwendet als: Gefechtswagen (Infanterie und Kavallerie) Gerätwagen (Pioniere und Sanitätseinheiten) Lastwagen (Nachschubeinheiten) Munitionswagen (Artillerie, Infanterie und Kavallerie) Packwagen (Artillerie, Infanterie, Nachschubeinheiten und Pioniere) Pioniergerätwagen (Kavallerie) Sanitätsgerätwagen (Infanterie und Sanitätseinheiten) Schanzzeugwagen (Infanterie und Kavallerie) Verpflegungswagen (Artillerie, Infanterie und Kavallerie) Veterinärmittelwagen (Veterinäreinheiten) Veterinärvorratswagen (Veterinäreinheiten) Vorratswagen (Infanterie) Wirtschaftswagen (Artillerie, Infanterie und Kavallerie) | - Feldwagen standard - Gerätwagen - Munitionswagen |
| 1/1  | leichter Feldwagen (gefedert)   | wie Hf. 1, allerdings mit gefederten Rädern wurde verwendet als: Nachrichtengerätwagen (Infanterie) Pioniergerätwagen (Infanterie und Pioniere) Sanitätsgerätwagen (Infanterie und Sanitätseinheiten) Vermessungsgerätwagen (Artillerie-Vermessungstrupps) | - Feldwagen standard - Nachrichtengerät-wagen      |
| 1/2  | Handscheinwerferwagen           | Maschinenwagen (M) |                                                    |
| 1/3  | Handscheinwerferwagen           | Scheinwerferwagen (S) |                                                    |
| 1/4  | Beobachtungsgerätwagen          | genutzt durch die Beobachtungsartillerie |                                                    |
| 1/11 | großer Gefechtswagen            | hauptsächlich genutzt bei der Infanterie |                                                    |
| 1/13 | großer Fahnenschmiedwagen       | |                                                    |
| 1/14 | Packwagen                       | mit Feldschmiede oder Waffenmeisterwagen |                                                    |
| 1/15 | Packwagen                       | für Sanitätskompanie |                                                    |
| 1/16 | Bäckereigerätwagen              | |                                                    |
| 1/18 | Truppensanitätswagen            | |                                                    |
| 2    | schwerer Feldwagen              | wurde verwendet als: schwerer Gefechtswagen (Artillerie) Gefechtswagen (Artillerie) Gepäckwagen (Artillerie) Gerätwagen (Pioniere) Lastwagen Munitionswagen (Artillerie) Packwagen (Kavallerie) Verpflegungswagen Vorratswagen (Artillerie) Wirtschaftswagen |                                                    |
| 3    | kleiner Feldwagen               | wurde verwendet als Gerätwagen (Gebirgsartillerie und Gebirgspioniere) Lastwagen (Gebirgsfahrkolonnen und leichte Gebirgsfahrkolonnen) Munitionswagen (Gebirgsartillerie) Schanzzeugwagen (Gebirgsartillerie) Verpflegungswagen (Gebirgsartillerie und Gebirgsnachschub) Vorratswagen (Gebirgsartillerie) |                                                    |
| 3/1  | Nachrichtengerätwagen           | hauptsächlich genutzt durch Nachrichteneinheiten |                                                    |
| 3/2  | leichter Fernsprechwagen        | hauptsächlich genutzt durch Nachrichteneinheiten und Gebirgsjäger |                                                    |
| 3/11 | kleiner Gefechtswagen           | hauptsächlich genutzt durch die Infanterie und Gebirgsjäger |                                                    |
| 3/12 | kleiner Fahnenschmiedwagen      | hauptsächlich genutzt durch Gebirgseinheiten | - Wagen 1 - Wagen 2                                |
| 4    | Gebirgskarren                   | |                                                    |
| 6    | Feldwagen 43 Ersatzfeldwagen 43 | ab 11.11.1943 |                                                    |
| 7    | Stahlfeldwagen                  | wurde verwendet als Stahlfeldwagen Gepäckwagen Munitionswagen Sanitätsgerätwagen Vorratswagen |                                                    |
| 7/11 | großer Gefechtswagen            | |                                                    |
| 7/13 | großer Fahnenschmiedwagen       | |                                                    |
| 7/14 | Waffenmeisterwagen              | |                                                    |
| 11   | große Feldküche                 | |                                                    |
| 12   | kleine Feldküche                | |                                                    |
| 13   | große Feldküche                 | |                                                    |
| 14   | kleine Feldküche                | |                                                    |
| 41   | Schlitten                       | zweispännig |                                                    |
| 42   | Schlitten                       | zweispännig |                                                    |
| 43   | Schlitten                       | zweispännig |                                                    |
| 61   | Schlitten                       | einspännig |                                                    |
| 61/1 | Schlitten                       | einspännig |                                                    |
| 62   | Schlitten                       | einspännig |                                                    |

### Ohne Nummer
| Bezeichnung                  | Bemerkung                             | Bild |
| ---------------------------- | ------------------------------------- | ---- |
| Ersatzfeldwagen 40           |                                       |      |
| Feldwagen                    | landesüblich                          |      |
| Kutschwagen                  | einspännig, landesüblich              |      |
| Kutschwagen                  | zweispännig, landesüblich, für Beamte |      |
| landesüblicher Langbaumwagen | Ackerwagen                            |      |
| Leiterwagen                  | landesüblich                          |      |
| Panjewagen Pleskau 1         |                                       |      |
| Panjewagen Pleskau 2         |                                       |      |

## Heeresschlitten (Hs.)

### Mit Nummer
| Nr. | Bezeichnung      | Bemerkung | Bild |
| --- | ---------------- | --------- | ---- |
| 1   | Heeresschlitten  | 300 kg    |      |
| 3   | Heeresschlitten  | 500 kg    |      |
| 3/1 | Krankenschlitten |           |      |
| 5   | Heeresschlitten  | 1000 kg   |      |

### Ohne Nummer
| Bezeichnung                                     | Bemerkung | Bild |
| ----------------------------------------------- | --- | ---- |
| Anhängerschlitten für Schneetransport           | 7 m³ Fassungsvermögen |      |
| Baumstammkufe                                   | für die 10,5-cm-leichte Feldhaubitze 18 |      |
| Boots-Akja                                      | |      |
| Einmann-Schlitten                               | zum Transport von zwei Verwundeten und Gepäck |      |
| Hilfsschlitten                                  | |      |
| hölzerner Schneepflug                           | |      |
| Krankentrageschlitten                           | |      |
| landesübliche Schlitten                         | |      |
| leichter Akja                                   | |      |
| leichter Handschlitten                          | |      |
| Rodel mit verstellbaren Lafetten-Auflageklötzen | Zum Verlasten von verschiedenen Lafetten und Lafettenteilen auf Schlitten. genutzt zum Transport von zerlegten Geschützen wie: 7,5-cm-Gebirgsgeschütz 36                                                                                                  |      |
| Rodel mit verstellbaren Rohr-Auflageklötzen     | Zum Verlasten von verschiedenen Rohren auf Schlitten. |      |
| Rodel für Munition, Sanitätszwecken oder Gerät  | Zum Verlasten von Munition, Verletzten oder Ausrüstung auf Schlitten. |      |
| Schlitten für Pferdezug                         | 1000 kg Tragfähigkeit geeignet zum Verlasten des LC-Koffer |      |
| Schneegleitwanne                                | |      |
| Schneekufe                                      | für die 3,7-cm-Panzerjägerkanone 36 |      |
| Schneekufe                                      | für das 7,5-cm-leichtes Infanteriegeschütz 18 |      |
| Schneekufe                                      | für den 10-cm-Nebelwerfer 40 |      |
| Schneekufe                                      | für das 10,5-cm-Leichtgeschütz 42 |      |
| Schneekufe                                      | für die 10,5-cm-leichte Feldhaubitze 18 |      |
| Schneekufe                                      | für den 15-cm-Nebelwerfer 41 |      |
| Schneekufe                                      | für da 15-cm-schwere Infanteriegeschütz 33 |      |
| Schneekufe                                      | für die Große Feldküche (Hf. 13) |      |
| Schneekufe                                      | für die Kleine Feldküche (Hf. 14) |      |
| Schneekufe 102                                  | passend für Einheitsanhänger der Luftwaffe A1 und A2, Motorenanwärmer, Kühlmittenwärme- und Öltankwagen, Tankgerät 250, Fasstransportanhänger, Notschnelltanker, Einheitsfahrgestell für leichte Personenkraftwagen Kfz. 1 und 2 (Stoewer und Volkswagen) |      |
| Schneekufe 103                                  | passend für Einheitsanhänger der Luftwaffe B2, Opel Blitz 3,6, Ford 3 t |      |
| Schneekufe 159                                  | passend für Einheitsfahrgestell für mittlere Personenkraftwagen Kfz. 12 und 15, Einheitsfahrgestell für schwere Personenkraftwagen Kfz. 81 und 83, Dampferzeuger fahrbar                                                                                  |      |
| Schneekufe für Eisenbereifte Fahrzeuge          | passend für Einheitsanhänger der Luftwaffe A1 und A2, Kühlmittenwärme- und Öltankwagen, Tankgerät 250, Fasstransportanhänger, Notschnelltanker |      |
| Schlittenkufen für geschlossenen Aufbau         | passend für LC-Koffer |      |
| Schneeräumgerät                                 | bespannt |      |
| schwerer Anhängerschlitten                      | für Gleiskettenfahrzeuge |      |
| Sturmschlitten                                  | |      |
| Waffen-Akja                                     | |      |

## Infanteriefahrzeug (If.)
Eine weitere Bezeichnung einiger Fahrzeuge lautet auch Infanterie-Teilfahrzeug (Itf.). Damit werden nur ein Vorderwagen oder nur ein Hinterwagen bezeichnet und kein komplettes Gespann.

### Mit Nummer
| Nr.  | Bezeichnung                   | Bemerkung                                                      | Bild                                         |
| ---- | ----------------------------- | -------------------------------------------------------------- | -------------------------------------------- |
| 1    | Maschinengewehrhandwagen      | Handwagen für das Maschinengewehr MG 08 oder MG 08/15          | - If. 1 für M. G. 08 - If. 1 für M. G. 08/15 |
| 2    | Maschinengewehrhandwagen      |                                                                |                                              |
| 3    | Maschinengewehrwagen          | schwer, Bauart 08                                              |                                              |
| 4    | Maschinengewehrwagen          | leicht, Bauart 08                                              | - If. 4 Hinterwagen - If. 4 mit Protze       |
| 5    | Maschinengewehrwagen          | Bauart 36                                                      |                                              |
| 6    | Fliegerabwehrwagen            |                                                                |                                              |
| 7    | leichter Infanteriehandkarren |                                                                |                                              |
| 8    | Infanteriehandkarren          |                                                                |                                              |
| 9/1  | Gefechtskarren                | für schwere Granatwerfer ab 21.06.1939 umbenannt, vorher If. 9 |                                              |
| 11   | Granatwerferwagen             |                                                                |                                              |
| 12   | Munitionswagen                |                                                                |                                              |
| 12/1 | Protzwagen                    |                                                                |                                              |
| 13   | Minenwerfer Munitionswagen    |                                                                |                                              |
| 14   | Munitionswagen                |                                                                |                                              |
| 14   | Infanterieteilfahrzeug        | Vorder- oder Hinterwagen                                       |                                              |
| 14/1 | Infanterieteilfahrzeug        | Vorderwagen oder Protzwagen                                    |                                              |
| 14/2 | Infanterieteilfahrzeug        | Vorderwagen für Berobachtungszwecke                            |                                              |
| 14/3 | Infanterieteilfahrzeug        | Hinterwagen für Berobachtungszwecke                            |                                              |
| 15   | Beobachtungswagen             |                                                                |                                              |

### Ohne Nummer
| Bezeichnung       | Bemerkung                 | Bild |
| ----------------- | ------------------------- | ---- |
| Beobachtungswagen |                           |      |
| Protze            | für mittleren Minenwerfer |      |

## Nachrichtenfahrzeug (Nf.)

### Mit Nummer
| Nr. | Bezeichnung                        | Bemerkung | Bild |
| --- | ---------------------------------- | --------- | ---- |
| 1   | schwerer Fernsprechwagen           |           |      |
| 2   | leichter Fernsprechwagen           |           |      |
| 3   | leichter Funkwagen                 |           |      |
| 4   | Kleinfunkwagen                     |           |      |
| 5   | Funkwagen                          |           |      |
| 6   | Plattenwagen für Brieftaubenschlag |           |      |
| 7   | Infanterie-Nachrichtenwagen        |           |      |

### Ohne Nummer
| Bezeichnung                                 | Bemerkung | Bild |
| ------------------------------------------- | --------- | ---- |
| Fernsprechbau-Handwagen                     |           |      |
| Fernsprechbauwagen 13                       |           |      |
| Fernsprechschlitten                         |           |      |
| Nachrichtengerätkarren                      |           |      |
| Nachrichtengerätschlitten                   |           |      |
| Verlegewagen für Feldfernkabel, Muster 9142 |           |      |

## Nebelfahrzeug (Nbf.)

### Mit Nummer
| Nr. | Bezeichnung     | Bemerkung             | Bild |
| --- | --------------- | --------------------- | ---- |
| 1   | Werferkarren    | für 10 cm Nebelwerfer |      |
| 1/1 | Munitionskarren | für 10 cm Nebelwerfer |      |
| 2   | Handkarren      | für 10 cm Nebelwerfer |      |

### Ohne Nummer
| Bezeichnung           | Bemerkung | Bild |
| --------------------- | --------- | ---- |
| Nebelzerstäuberkarren |           |      |

## Pionierfahrzeug (Pf.)

### Mit Nummer
| Nr.  | Bezeichnung            | Bemerkung                                     | Bild |
| ---- | ---------------------- | --------------------------------------------- | ---- |
| 1/12 | Pioniergerätwagen      |                                               |      |
| 3    | Bockwagen              | gefedert                                      |      |
| 4    | Pontonwagen            | gefedert                                      |      |
| 6    | Schnellbrückenwagen    | gefedert                                      |      |
| 8    | Bockwagen              | Ab 1939 nur noch von Kraftfahrzeugen gezogen. |      |
| 9    | Pontonwagen            | Ab 1939 nur noch von Kraftfahrzeugen gezogen. |      |
| 10   | Bockwagen              | Ab 1939 nur noch von Kraftfahrzeugen gezogen. |      |
| 11   | Pontonwagen            | Ab 1939 nur noch von Kraftfahrzeugen gezogen. |      |
| 12   | Rampenwagen            | Ab 1939 nur noch von Kraftfahrzeugen gezogen. |      |
| 14   | leichter Bockwagen     | Ab 1939 nur noch von Kraftfahrzeugen gezogen. |      |
| 15   | leichter Pontonwagen   | Ab 1939 nur noch von Kraftfahrzeugen gezogen. |      |
| 21   | Flammenwerferfüllwagen |                                               |      |
| 22   | Pionier-Handkarren     |                                               |      |
| 25   | Handkarren             | für leichten Ladungswerfer                    |      |

## Sanitätsfahrzeug (Sf.)

### Mit Nummer
| Nr. | Bezeichnung              | Bemerkung            | Bild |
| --- | ------------------------ | -------------------- | ---- |
| 1   | Krankenwagen             |                      |      |
| 2   | Krankenwagen             |                      |      |
| 11  | Kavalleriesanitätswagen  |                      |      |
| 12  | Sanitätswagen 12         | für Sanitätskompanie |      |
| 13  | Sanitätswagen 12         | für Feldlazarett     |      |
| 15  | Desinfektionswagen       |                      |      |
| 16  | Desinfektionswagen       |                      |      |
| 17  | Trinkwasserbereiterwagen |                      |      |

### Ohne Nummer
| Bezeichnung  | Bemerkung         | Bild |
| ------------ | ----------------- | ---- |
| Handkarren   | für Sanitätsgerät |      |
| Wasserkarren |                   |      |

## Verwaltungsfahrzeug (Vwf.)

### Mit Nummer
| Nr. | Bezeichnung       | Bemerkung | Bild |
| --- | ----------------- | --------- | ---- |
| 1   | Backofenwagen     |           |      |
| 2   | Teigknetwagen     |           |      |
| 3   | Kraftquellenwagen |           |      |

### Ohne Nummer
| Bezeichnung | Bemerkung    | Bild |
| ----------- | ------------ | ---- |
| Wasserwagen | landesüblich |      |

## Veterinärfahrzeug (Vf.)

### Mit Nummer
| Nr. | Bezeichnung          | Bemerkung | Bild |
| --- | -------------------- | --------- | ---- |
| 1   | Pferdetransportwagen |           |      |

### Ohne Nummer
| Bezeichnung  | Bemerkung | Bild |
| ------------ | --------- | ---- |
| Einfahrwagen |           |      |

## Bespannte Beutefahrzeuge
Die Wehrmacht verwendete, wie auch alle anderen Armeen im Zweiten Weltkrieg, vorübergehend vom Feind erbeutete bespannte Fahrzeuge. Alle möglichen bekannten bespannten Beutefahrzeuge sind in der folgenden Tabelle aufgelistet.

### USA (a)
| Bezeichnung               | Bemerkung                                    | Bild |
| ------------------------- | -------------------------------------------- | ---- |
| Bettungswagen 550 (a)     | für 23,4 cm Haubitze 550/1 (a) und 550/2 (a) |      |
| Feldhaubitzprotze 493 (a) | für 15,5 cm schwere Feldhaubitze 493 (a)     |      |
| Kanonenprotze 397 (a)     | für 12,7 cm Kanone 397 (a)                   |      |
| Lafettenwagen 550 (a)     | für 23,4 cm Haubitze 550/1 (a) und 550/2 (a) |      |
| Rohrwagen 550 (a)         | für 23,4 cm Haubitze 550/1 (a) und 550/2 (a) |      |
| Rohrwagen 631 (a)         | für 30,5 cm schwere Haubitze 631 (e)         |      |

### Belgien (b)
| Bezeichnung           | Bemerkung                    | Bild |
| --------------------- | ---------------------------- | ---- |
| Bettungswagen 545 (b) | für 23,4 cm Haubitze 545 (b) |      |
| Lafettenwagen 545 (b) | für 23,4 cm Haubitze 545 (b) |      |
| Rohrwagen 545 (b)     | für 23,4 cm Haubitze 545 (b) |      |
| Rohrwagen 632 (b)     | für 30,5 cm Haubitze 632 (b) |      |

### Großbritannien (e)
| Bezeichnung           | Bemerkung                                    | Bild |
| --------------------- | -------------------------------------------- | ---- |
| Bettungswagen 546 (e) | für 23,4 cm Haubitze 546 (e) und 546/2 (e)   |      |
| Kanonenprotze 382 (e) | für 12,7 cm Kanone 382 (e)                   |      |
| Lafettenwagen 546 (e) | für 23,4 cm Haubitze 546 (e) und 546/2 (e)   |      |
| Rohrwagen 546 (e)     | für 23,4 cm Haubitze 546/1 (e) und 546/2 (e) |      |
| Rohrwagen 631 (e)     | für 30,5 cm schwere Haubitze 631 (e)         |      |

### Frankreich (f)
| Bezeichnung                           | Bemerkung                                    | Bild |
| ------------------------------------- | -------------------------------------------- | ---- |
| Bettungswagen 601 (f)                 | für 28 cm Mörser 601 (f)                     |      |
| Bettungswagen 710 (f)                 | für 37 cm Mörser 710 (f)                     |      |
| Feldhaubitzprotze 414 (f)             | für 15,5 cm schwere Feldhaubitze 414 (f)     |      |
| Feldhaubitzprotze 425 (f)             | für 15,5 cm Kanone 425 (f)                   |      |
| Feldküche M 17/30 (f)                 |                                              |      |
| Kanonenprotze 331 (f)                 | für 10,5-cm-Kanone 331 (f)                   |      |
| Kanonenprotze 332 (f)                 | für 10,5-cm-Kanone 332 (f)                   |      |
| Kanonenprotze 416 (f)                 | für 15,5 cm Kanone 416 (f)                   |      |
| Kanonenprotze 419 (f)                 | für 15,5 cm Kanone 419 (f)                   |      |
| Kanonenprotze 421 (f)                 | für 15,5 cm Kanone 421 (f)                   |      |
| Kanonenprotze 424 (f)                 | für 15,5 cm Kanone 424 (f)                   |      |
| Lafettenwagen 532 (f)                 | für 22 cm Kanone 532 (f)                     |      |
| Lafettenwagen 556 (f)                 | für 24 cm Kanone 556 (f)                     |      |
| Lafettenwagen 601 (f)                 | für die Oberlafette des 28 cm Mörser 601 (f) |      |
| Pontonwagen                           | Modell 1935 (f)                              |      |
| Rohrwagen 532 (f)                     | für 22 cm Kanone 532 (f)                     |      |
| Rohrwagen 556 (f)                     | für 24 cm Kanone 556 (f)                     |      |
| Rohrwagen 601 (f)                     | für das Rohr des 28 cm Mörser 601 (f)        |      |
| Rohrwagen 710 (f)                     | für 37 cm Mörser 710 (f)                     |      |
| schwerer Feldwagen M. 87 (f)          |                                              |      |
| Voiturette d’infanterie Mle. 1937 (f) |                                              |      |
| Wiegenfahrzeug 601 (f)                | für 28 cm Mörser 601 (f)                     |      |
| Wiegenfahrzeug 710 (f)                | für 37 cm Mörser 710 (f)                     |      |

### Italien (i)
| Bezeichnung                                 | Bemerkung                              | Bild |
| ------------------------------------------- | -------------------------------------- | ---- |
| Gebirgskarren M. 15 (i)                     | für 7,5 cm Gebirgskanone M. 15 (Skoda) |      |
| Lafettenwagen 624 (i)                       | für 30,5 cm Haubitze 624 (i)           |      |
| Lafettenwagen 640 (i) Lafettenwagen 641 (i) | für 30,5 cm Mörser 640 (i) und 641 (i) |      |
| Rohrwagen 624 (i)                           | für 30,5 cm Haubitze 624 (i)           |      |
| Rohrwagen 640 (i) Rohrwagen 641 (i)         | für 30,5 cm Mörser 640 (i) und 641 (i) |      |
| Rohrwagen 771 (i)                           | für 42 cm schwere Haubitze 771 (i)     |      |

### Jugoslawien (j)
| Bezeichnung               | Bemerkung                      | Bild |
| ------------------------- | ------------------------------ | ---- |
| Bettungswagen 403 (j)     | für 15 cm Kanone 403 (j)       |      |
| Bettungswagen 538 (j)     | für 22 cm Mörser 538 (j)       |      |
| Feldkanonenprotze 300 (j) | für 7,65 cm Feldkanone 300 (j) |      |
| Lafettenwagen 403 (j)     | für 15 cm Kanone 403 (j)       |      |
| Lafettenwagen 538 (j)     | für 22 cm Mörser 538 (j)       |      |
| Lafettenwagen 638 (j)     | für 30,5 cm Mörser 638 (j)     |      |
| Munitionswagen 300 (j)    | für 8 cm Feldkanone 300 (j)    |      |
| Rohrwagen 403 (j)         | für 15 cm Kanone 403 (j)       |      |
| Rohrwagen 538 (j)         | für 22 cm Mörser 538 (j)       |      |
| Rohrwagen 638 (j)         | für 30,5 cm Mörser 638 (j)     |      |

### Norwegen (n)
| Bezeichnung           | Bemerkung                  | Bild |
| --------------------- | -------------------------- | ---- |
| Kanonenprotze 337 (n) | für 10,5 cm Kanone 337 (n) |      |

### Österreich (ö)
| Bezeichnung               | Bemerkung                              | Bild |
| ------------------------- | -------------------------------------- | ---- |
| Feldkanonenprotze 5/8 (ö) | für 7,65 cm Feldkanone 5/8 (ö)         |      |
| Gebirgskarren M. 15 (ö)   | für 7,5 cm Gebirgskanone M. 15 (Skoda) |      |
| Munitionswagen 5/8 (ö)    | für 8 cm Feldkanone 5/8 (ö)            |      |

### Polen (p)
| Bezeichnung              | Bemerkung                               | Bild |
| ------------------------ | --------------------------------------- | ---- |
| Feldhaubitzprotze 17 (p) | für 15,5 cm schwere Feldhaubitze 17 (p) |      |
| Kanonenprotze 13 (p)     | für 10,5-cm-Kanone 13 (p)               |      |
| MG Karren 33 (p)         |                                         |      |
| Protze 36 (p)            | für 3,7 cm Pak 36 (p)                   |      |

### Russland (r)
| Bezeichnung                  | Bemerkung                                                 | Bild |
| ---------------------------- | --------------------------------------------------------- | ---- |
| Bettungswagen 548 (r)        | für 23,4 cm Haubitze 548/1 (r) und 548/2 (r)              |      |
| flacher Wagen (r)            |                                                           |      |
| Feldsiedekessel              | Modell 1936 (r)                                           |      |
| Feldwagen Och-1 (r)          |                                                           |      |
| Feldwagen Och-2 (r)          |                                                           |      |
| Feldwagen Pch-1 (r)          |                                                           |      |
| Feldwagen PK-1 (r)           |                                                           |      |
| Feldwagen PK-2 (r)           |                                                           |      |
| Granatwerferprotze 378 (r)   | für 12 cm Granatwerfer 378 (r)                            |      |
| Granatwerferwagen 328 (r)    | für 10,7 cm Granatwerfer 328 (r)                          |      |
| Granatwerferwagen 378 (r)    | für 12 cm Granatwerfer 378 (r)                            |      |
| Kanonenprotze 296 (r)        | für 7,62 cm Feldkanone 296 (r)                            |      |
| Kanonenprotze 352 (r)        | für 10,7 cm Kanone 352 (r)                                |      |
| Kanonenprotze 390 (r)        | für 12,2 cm Kanone 390/1 (r) und 12,2 cm Kanone 390/2 (r) |      |
| Kanonenprotze 443 (r)        | für 15,2 cm schwere Feldhaubitze 443/1 (r)                |      |
| Krankenwagen                 | SP Modell 1936 (r)                                        |      |
| Lafettenwagen 548 (r)        | für 23,4 cm Haubitze 548/1 (r) und 548/2 (r)              |      |
| Lafettenwagen I 607 (r)      | für die Unterlafette der 28 cm Haubitze 607 (r)           |      |
| Lafettenwagen II 607 (r)     | für die Oberlafette der 28 cm Haubitze 607 (r)            |      |
| Panjeschlitten               | Bauernschlitten „Drowni“                                  |      |
| Panjeschlitten               | Bauernschlitten „Rozwalni“                                |      |
| Protzwagen                   | 4,5 cm Pak Mod. 1937 (r)                                  |      |
| Rohrwagen 548 (r)            | für 23,4 cm Haubitze 548/1 (r) und 548/2 (r)              |      |
| Rohrwagen I 607 (r)          | für das Rohr der 28 cm Haubitze 607 (r)                   |      |
| Rohrwagen II 607 (r)         | für die Rohrwiege der 28 cm Haubitze 607 (r)              |      |
| Zweikessel-Feldküche 2KO (r) |                                                           |      |

### Tschechoslowakei (t)
| Bezeichnung                     | Bemerkung                                          | Bild |
| ------------------------------- | -------------------------------------------------- | ---- |
| Backofenwagen (t)               |                                                    |      |
| Bettungsfahrzeug M.16 (t)       | für 24 cm Kanone M.16 (t)                          |      |
| Bockwagen (t)                   |                                                    |      |
| Feldhaubitzprotze 30 (t)        | für 10 cm leichte Feldhaubitze 30 (t)              |      |
| Feldhaubitzprotze 37 (t)        | für 15 cm schwere Feldhaubitze 37 (t)              |      |
| Feldkanonenprotze 5/8 (t)       | für 8 cm Feldkanone 5/8 (t)                        |      |
| Gebirgskarren M. 15 (t)         | für 7,5 cm Gebirgskanone M. 15 (Skoda)             |      |
| Gr. W. Karren M 24/35 (t)       |                                                    |      |
| große Feldküche M 09 (t)        | mit feststehender Herdplatte                       |      |
| große Feldküche (Drehküche) (t) | mit drehbarer Herdplatte                           |      |
| großer Feldwagen (t)            |                                                    |      |
| Kanonenprotze 15 (t)            | für 15 cm Kanone 15 (t) und 15 cm Kanone 15/16 (t) |      |
| Kanonenprotze 35 (t)            | für 10,5 cm Kanone 35 (t)                          |      |
| kleine Feldküche M 17 (t)       | mit feststehender Herdplatte                       |      |
| kleiner Feldwagen (t)           |                                                    |      |
| Lafettenwagen (t)               | für 15 cm Kanone 15 (t) und 15 cm Kanone 15/16 (t) |      |
| Lafettenwagen (t)               | für 24 cm Kanone M.16                              |      |
| MG Karren 07/24 (t)             |                                                    |      |
| Mun. Karren (t)                 |                                                    |      |
| Munitionswagen 5/8 (t)          | für 8 cm Feldkanone 5/8 (t)                        |      |
| Munitionswagen 14/19 (t)        | für 10 cm le FH 14/19 (t)                          |      |
| Munitionswagen 30 (t)           | für 8 cm FK 30 (t)                                 |      |
| Rohrkarren 25 (t)               | für 15 cm schwere Feldhaubitze 25 (t)              |      |
| Rohrwagen 15 (t)                | für 15 cm Kanone 15 (t) und 15 cm Kanone 15/16 (t) |      |
| Rohrwagen (t)                   | für 24 cm Kanone M.16 (t)                          |      |
| Rohrwagen (t)                   | für 30,5 cm Mörser (t)                             |      |
| Pontonwagen (t)                 |                                                    |      |

### Fachpublikationen
- Wolfgang Fleischer: Deutsche Heeresfahrzeug, Anhänger und Sonderanhänger bis 1945. Motorbuch Verlag, Stuttgart 2015, ISBN 978-3-613-03804-2.
- Wolfgang Fleischer: Waffen-Arsenal Band 153. Deutsche Infanteriekarren, Heeresfeldwagen und Heeresschlitten 1900–1945. Podzun-Pallas, Wölfersheim-Berstadt 1995, ISBN 3-7909-0538-0.
- Oberbefehlshaber der Wehrmacht: H.Dv. 476/1 Das allgemeine Heergerät - Fahrzeuge - 1936 - Neuauflage 2019. BoD - Books on Demand, Norderstedt 2019, ISBN 978-3-7431-3982-4.

### Veröffentlichungen der Wehrmacht

#### Heer
- H. Dv. 108, Die Protze (Itf 14) und deren Abarten. In: Oberbefehlshaber der Wehrmacht, im Auftrag (Hrsg.): Dienstvorschriften der Wehrmacht. Ernst Siegfried Mittler und Sohn, Berlin 1936.
- H. Dv. 445, Die Feldkanone 16 n/A mit den Heften 1 und 2. In: Oberbefehlshaber der Wehrmacht, im Auftrag (Hrsg.): Dienstvorschriften der Wehrmacht. Berlin 1939.
- H. Dv. 446, Die leichte Feldhaubitze 16 mit den Heften 1 und 2. In: Oberbefehlshaber der Wehrmacht, im Auftrag (Hrsg.): Dienstvorschriften der Wehrmacht. Berlin 1939.
- H. Dv. 476, Das allgemeine Heergerät mit den Heften 1–4b. In: Oberbefehlshaber der Wehrmacht, im Auftrag (Hrsg.): Dienstvorschriften der Wehrmacht. Berlin 1939.
- H. Dv. 489, Das Verwaltungsgerät mit den Heften 1–6. In: Oberbefehlshaber der Wehrmacht, im Auftrag (Hrsg.): Dienstvorschriften der Wehrmacht. Berlin 1939.